# Ясухіра Кійохара
Ясухіра Кіохара (після одруження: Ясухіра Юкава ; 14 січня 1914 — 7 квітня 2001) — другий лейтенант імперської армії Японської імперії, засуджений до довічного ув'язнення за керівництво натовпом під час спроби державного перевороту в Японській імперії який увійшов в історію як «інциденту 26 лютого» 1936 року. Він був призначений до 3-ї роти піхотного полку. У грудні 1941 року він був амністований.
Після амністії Ясухіра Кіохара став президентом японської авіаційної компанії. Після закінчення другої світової війни він брав участь в діяльності різних підприємств, пов'язаних з Республікою Корея оскільки був особисто знайомий з її президентом Республіки Корея паном Пак Чон Хі.

## Життєпис
Він народився в Японській імперії, в префектурі Кумамото в 1914 році.

## Спроба державного перевороту (інцидент 26 лютого)
Інцидент відомий в історії як «Інцидент 26 лютого» був спробою вчинити державний переворот в Японській імперії з 26 по 29 лютого 1936 року. Ця невдала спроба державного перевороту була здійснена 1483 військовослужбовцями імператорської армії Японської імперії, які вважали людей, які оточували японського імператора Сьова (Хірохіто), морально зіпсованими. Під час спроби державного перевороту, кілька провідних японських політиків було вбито прямісінько в центрі Токіо, і на короткий час місто було окуповано повсталими військами. Проте цей державний переворот зазнав поразки, і після його провалу Ясухіра Кіохара був затриманий та переданий до військового суду за звинуваченням у заколоті, і він був засуджений до довічного ув'язнення. Але врешті решт Ясухіра Кіохара був звільнений від відбування покарання, завдяки амністії яка була оголошена в грудні 1941 року.

## Мацумото Сейто і Ясухіра Кіохара
Відомий японський письменник і журналіст пан Мацумото Сейто (松本 清張) був одним із найвпливовіших письменників в історії сучасної (післявоєнної) Японії, а також містичних романів. У своїй прац "昭和史発掘", Мацумото Сейто цитував те, що Ясухіра Кіохара пізніше розповів у 1986 році. Ясухіра Кіохара заявив, що він повів свою групу солдатів до передньої частини імператорського палацу (в місті Токіо) без будь-яких кулеметів і зброї. Мацумото Сейто вважає, що вони (заколотники) були незрілими і неправильно зрозуміли імператора Сьова (Хірохіто). Під час дискусії за круглим столом Ясухіра Кіохара сказав, що «наша програма полягає в тому, щоб ми увійшли до імператорського палацу з дозволу імператора Сьова (Хірохіто) через генерала (військового офіцера) його величності пана Хондзьо. Однак імператор Сьова (Хірохіто) був дуже розлючений нашим державним переворотом».

## Книга «Конпаку»
Ясухіра Кіохара написав книгу під назвою Конпаку, в якій описує переворот і пані Чізуко Міфуне, молодшу сестру його матері.

## Виноски
1. ↑  Kazutoshi Hando Mr. Seicho and Mr. Shiba NHK publishing company, 2002, ISBN 4-14-080719-9 COO95 Y1400E p187, a round-table discussion was in Bungei Shunju, the March issue of 1986.
2. ↑  Konpaku Yasuhira Kiyohara, Kodansha. 1980